# Mads Østberg
Mads Østberg (Fredrikstad, 11 ottobre 1987) è un pilota di rally norvegese.

## Carriera

### Inizi

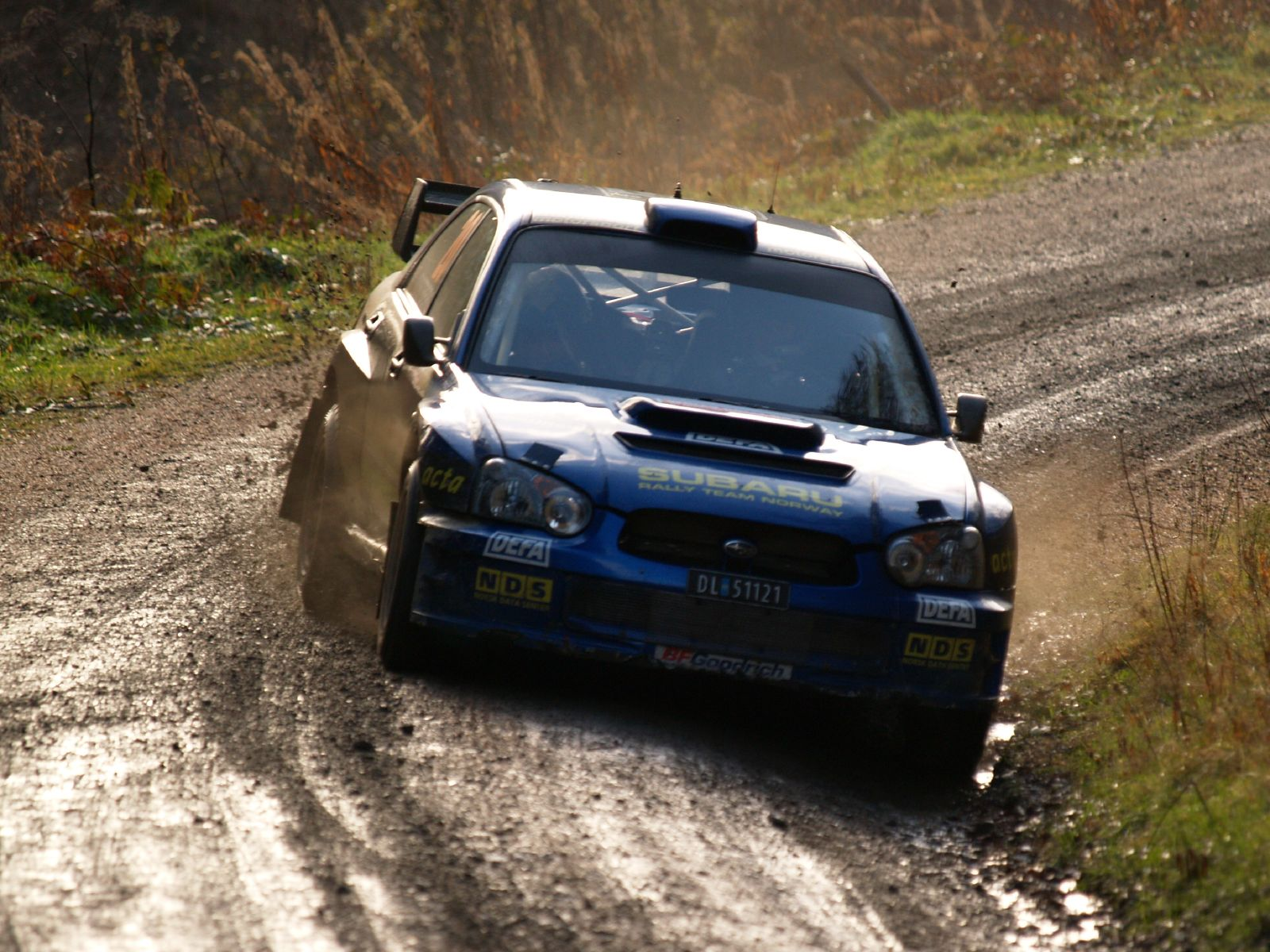
Østberg durante il Rally di Gran Bretagna.

Ha debuttato nel Campionato del mondo rally a 24 anni diventando il più giovane pilota a correre per il titolo iridato ma nonostante la giovane età aveva alle spalle ben 20 anni nel mondo dei motori.
Partito all'età di quattro anni nel mondo del Karting egli divenne pilota a tutti gli effetti già all'età di 13 anni quando si mise alla guida di una Subaru Impreza del padre correndo per tre anni a livello nazionale.
Nel 2004 già a 16 anni ottenne la licenza di guida ma poiché minorenne dovette aspettare la maggiore età per correre a livello professionista e in quell'arco di tempo in cui aveva 16 anni andò in Svezia per correre nella categoria fra i 16 e i 18 anni vincendo tra il 2004 e il 2006 sei eventi su sette gare disputate.

### Adapta Motorsport

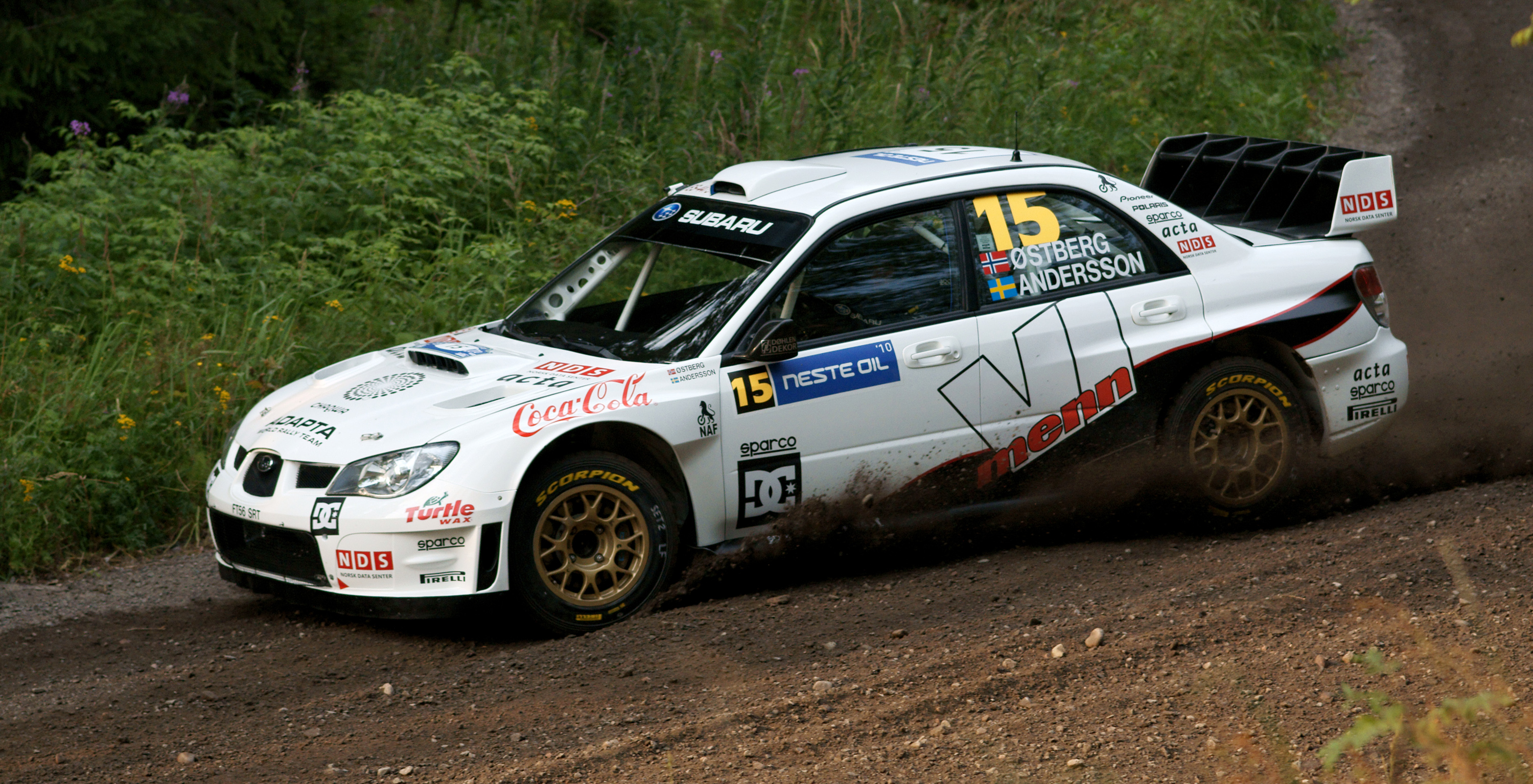
Østberg nel Rally di Finlandia del 2010

Notato grazie alle sue performance dal team Subaru Norway Rally Team ha fatto il suo debutto nel Campionato del mondo rally in Svezia finendo 31º con una Subaru del 2003, poi in Finlandia dove però fu costretto al ritiro e infine nel Rally di Gran Bretagna dove arrivò 23º assoluto.
La stagione successiva nel 2007 continuò a correre ma questa volta con la Subaru del team Prodrive Adapta ottenendo la possibilità di correre in sei gare della rassegna iridata ottenendo la sua prima vittoria in una prova speciale e il suo primo punto nel rally di Finlandia.
Nel 2008 partecipò a 7 gare iridate ottenendo una bella prova in Galles e vincendo per il suo secondo anno il titolo di campione norvegese cosa che si ripeté nel 2009 quando cambiò co-pilota a favore di Jonas Andersson che sarà ancora il suo attuale compagno.
Nel 2010 ha partecipato a sette eventi ottenendo il miglior piazzamento in Portogallo e Finlandia con due settimi posti e dimostrando un notevole miglioramento

### M-Sport

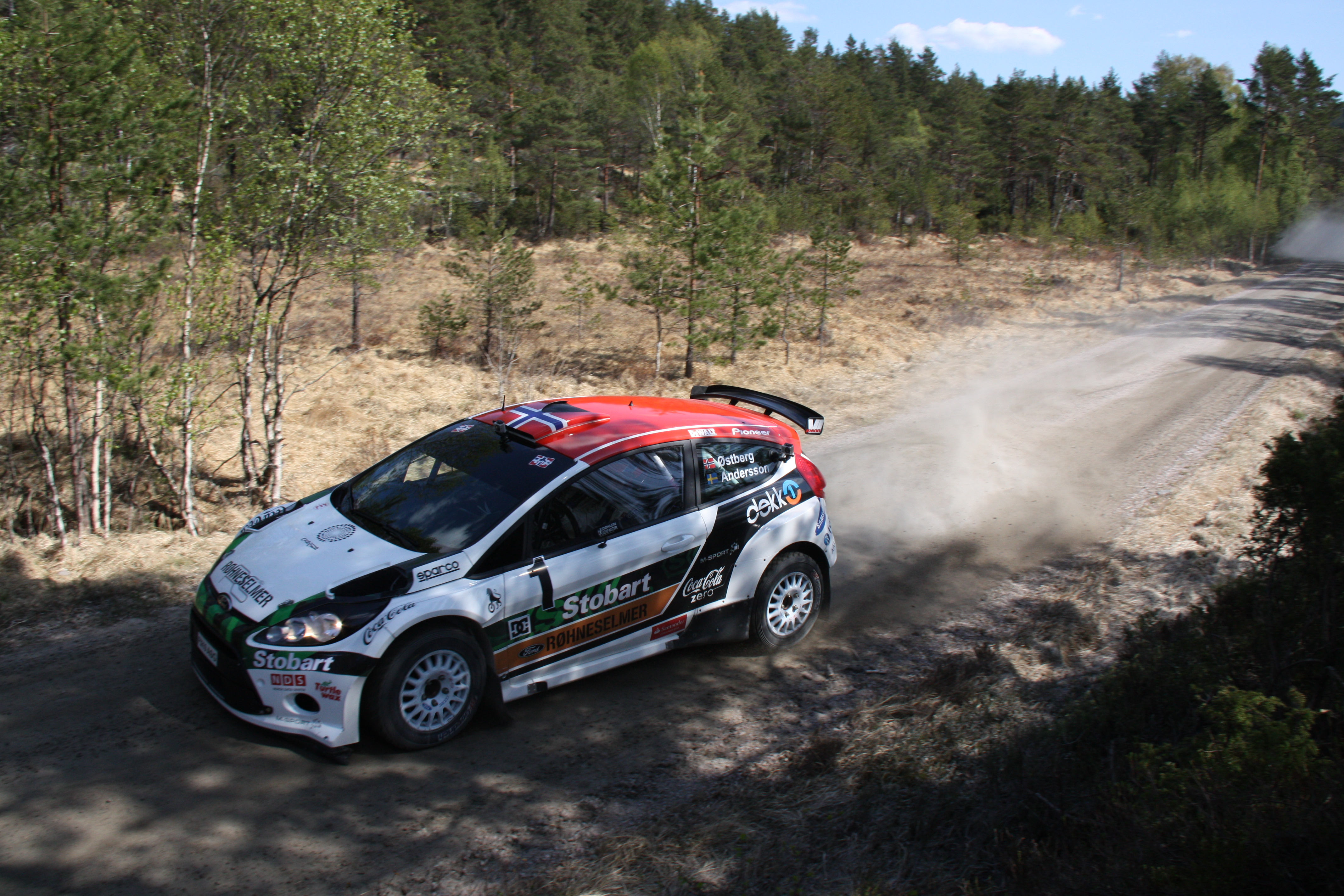

Nel 2011 si unisce al team Ford Stobart con Matthew Wilson e Henning Solberg dove riusciranno a lottare per il titolo costruttori fino a fine stagione.
Nella stessa stagione Mads ottenne il 5º posto in tre rally diversi (Messico, Italia e Argentina) e il 2º posto in Galles e Svezia.
Grazie alla buona stagione, Mads che batté il record del team Stobart come miglior piazzamento (era il 3º posto di Henning in Portogallo) classificandosi fra i primi piloti del team Ford con avanti solo Mikko Hirvonen, Jari-Matti Latvala e Henning Solberg ma precedendo il compagno Matthew Wilson e la promessa russa Evgeny Novikov.
Chiuse la stagione 2011 con il proprio record di punti con 88, due podi e il 6º posto assoluto nella generale
Nel 2012 corre con il team Adapta World Rally Team e sempre con una Ford Fiesta RS WRC supera il record della stagione precedente ottenendo 90 punti (88 nel 2011) con tre podi e la sua prima vittoria nel mondiale nel Rally del Portogallo che gli valgono il 4º posto nella classifica iridata.
Dopo la notizia che il team Ford ha rinunciato in veste ufficiale a prendere parte al Campionato del mondo rally 2013, i due primi piloti Jari-Matti Latvala e Petter Solberg hanno deciso il primo di passare a correre con il team Volkswagen e l'altro di mollare le corse, quindi per Mads ci fu la possibilità di firmare per il team ora quasi ufficiale (appoggio esterno della Ford) M-Sport e di essere primo pilota del team.
Dopo un sesto posto nello storico Rally di Monte Carlo, in Svezia Mads ha terminato con un terzo posto assoluto, ottenendo il primo podio stagionale e il sesto assoluto in carriera.

## Palmarès
- WRC-2: 1
2020 su Citroën C3 R5

### Vittorie nel mondiale rally

#### WRC
| # | Anno | Evento               | Co-pilota       | Auto               | Squadra                 |
| - | ---- | -------------------- | --------------- | ------------------ | ----------------------- |
| 1 | 2012 | Rally del Portogallo | Jonas Andersson | Ford Fiesta RS WRC | Adapta World Rally Team |

#### WRC-2 Pro
| # | Anno | Evento             | Co-pilota        | Auto          | Squadra           |
| - | ---- | ------------------ | ---------------- | ------------- | ----------------- |
| 1 | 2019 | Rally di Svezia    | Torstein Eriksen | Citroën C3 R5 | Citroën Total     |
| 2 | 2019 | Rally d'Argentina  | Torstein Eriksen | Citroën C3 R5 | Citroën Total     |
| 3 | 2019 | Rally di Catalogna | Torstein Eriksen | Citroën C3 R5 | Citroën Total WRT |

#### WRC-2
| # | Anno | Evento               | Co-pilota        | Auto              | Squadra              |
| - | ---- | -------------------- | ---------------- | ----------------- | -------------------- |
| 1 | 2020 | Rally di Monte Carlo | Torstein Eriksen | Citroën C3 R5     | PH Sport             |
| 2 | 2020 | Rally di Svezia      | Torstein Eriksen | Citroën C3 R5     | PH Sport             |
| 3 | 2020 | Rally d'Estonia      | Torstein Eriksen | Citroën C3 R5     | PH Sport             |
| 4 | 2020 | Rally di Monza       | Torstein Eriksen | Citroën C3 R5     | PH Sport             |
| 5 | 2021 | Rally di Croazia     | Torstein Eriksen | Citroën C3 Rally2 | TRT World Rally Team |

### Vittorie nell'ERC
| # | Anno | Evento           | Co-pilota        | Auto              | Squadra                          |
| - | ---- | ---------------- | ---------------- | ----------------- | -------------------------------- |
| 1 | 2021 | Rally d'Ungheria | Torstein Eriksen | Citroën C3 Rally2 | Citroën Rally Team Hungary       |
| 2 | 2023 | Rally d'Ungheria | Patrik Barth     | Citroën C3 Rally2 | Bilteknik TRT Citroën Rally Team |

## Risultati

### Campionato del mondo rally
| 2006 | Scuderia                             | Vettura            |  |    |  |  |  |  |  |  |  |     |  |  |  |  |  |    | Punti | Pos. |
| ---- | ------------------------------------ | ------------------ |  | -- |  |  |  |  |  |  |  | --- |  |  |  |  |  | -- | ----- | ---- |
| 2006 | Mads Østberg Adapta World Rally Team | Subaru Impreza WRC |  | 31 |  |  |  |  |  |  |  | Rit |  |  |  |  |  | 23 | 0     |      |

| 2007 | Scuderia                | Vettura            |  |   |    |  |     |  |     |  |   |  |  |  |  |  |  |    | Punti | Pos. |
| ---- | ----------------------- | ------------------ |  | - | -- |  | --- |  | --- |  | - |  |  |  |  |  |  | -- | ----- | ---- |
| 2007 | Adapta World Rally Team | Subaru Impreza WRC |  | 9 | 37 |  | Rit |  | Rit |  | 8 |  |  |  |  |  |  | 11 | 1     | 21º  |

| 2008 | Scuderia                | Vettura            |  |   |  |  |  |    |    |  |     |  |  |    |   |  |     |  | Punti | Pos. |
| ---- | ----------------------- | ------------------ |  | - |  |  |  | -- | -- |  | --- |  |  | -- | - |  | --- |  | ----- | ---- |
| 2008 | Adapta World Rally Team | Subaru Impreza WRC |  | 9 |  |  |  | 11 | 24 |  | Rit |  |  | 14 | 9 |  | Rit |  | 0     |      |

| 2009 | Scuderia                | Vettura            |  |   |  |   |  |   |   |     |     |  |  |     |  |  |  |  | Punti | Pos. |
| ---- | ----------------------- | ------------------ |  | - |  | - |  | - | - | --- | --- |  |  | --- |  |  |  |  | ----- | ---- |
| 2009 | Adapta World Rally Team | Subaru Impreza WRC |  | 9 |  | 6 |  | 7 | 7 | Rit | Rit |  |  | Rit |  |  |  |  | 7     | 11º  |

| 2010 | Scuderia                | Vettura            |   |  |  |  |  |   |  |   |    |  |    |  |   |  |  |  | Punti | Pos. |
| ---- | ----------------------- | ------------------ | - |  |  |  |  | - |  | - | -- |  | -- |  | - |  |  |  | ----- | ---- |
| 2010 | Adapta World Rally Team | Subaru Impreza WRC | 8 |  |  |  |  | 7 |  | 7 | 16 |  | 41 |  | 9 |  |  |  | 18    | 11º  |

| 2011 | Scuderia                              | Vettura            |   |   |    |    |   |   |    |   |     |  |   |   |   |  |  |  | Punti | Pos. |
| ---- | ------------------------------------- | ------------------ | - | - | -- | -- | - | - | -- | - | --- |  | - | - | - |  |  |  | ----- | ---- |
| 2011 | M-Sport Stobart Ford World Rally Team | Ford Fiesta RS WRC | 2 | 5 | 31 | 13 | 5 | 5 | 12 | 6 | Rit |  | 7 | 6 | 2 |  |  |  | 88    | 6º   |

| 2012 | Scuderia                | Vettura            |  |   |    |   |   |   |  |   |   |   |    |   |   |  |  |  | Punti | Pos. |
| ---- | ----------------------- | ------------------ |  | - | -- | - | - | - |  | - | - | - | -- | - | - |  |  |  | ----- | ---- |
| 2012 | Adapta World Rally Team | Ford Fiesta RS WRC |  | 3 | 43 | 1 | 3 | 4 |  | 5 | 4 | 4 | 53 | 4 | 4 |  |  |  | 149   | 4º   |

| 2013 | Scuderia                       | Vettura            |   |   |     |    |   |   |   |   |   |   |   |   |    |  |  |  | Punti | Pos. |
| ---- | ------------------------------ | ------------------ | - | - | --- | -- | - | - | - | - | - | - | - | - | -- |  |  |  | ----- | ---- |
| 2013 | Qatar M-Sport World Rally Team | Ford Fiesta RS WRC | 6 | 3 | 112 | 82 | 7 | 6 | 8 | 3 | 9 | 5 | 8 | 6 | 43 |  |  |  | 102   | 6º   |

| 2014 | Scuderia                                 | Vettura         |   |    |   |   |     |   |     |     |   |    |   |   |   |  |  |  | Punti | Pos. |
| ---- | ---------------------------------------- | --------------- | - | -- | - | - | --- | - | --- | --- | - | -- | - | - | - |  |  |  | ----- | ---- |
| 2014 | Citroën Total Abu Dhabi World Rally Team | Citroën DS3 WRC | 4 | 31 | 9 | 3 | Rit | 2 | Rit | Rit | 6 | 15 | 7 | 4 | 3 |  |  |  | 108   | 5º   |

| 2015 | Scuderia                                 | Vettura         |   |     |   |    |   |   |   |   |   |  |   |   |   |  |  |  | Punti | Pos. |
| ---- | ---------------------------------------- | --------------- | - | --- | - | -- | - | - | - | - | - |  | - | - | - |  |  |  | ----- | ---- |
| 2015 | Citroën Total Abu Dhabi World Rally Team | Citroën DS3 WRC | 4 | 103 | 2 | 23 | 7 | 5 | 9 | 3 | 7 |  | 6 | 4 | 7 |  |  |  | 116   | 4º   |

| 2016 | Scuderia                 | Vettura            |   |   |   |   |   |     |   |   |   |   |   |   |   |  |  |  | Punti | Pos. |
| ---- | ------------------------ | ------------------ | - | - | - | - | - | --- | - | - | - | - | - | - | - |  |  |  | ----- | ---- |
| 2016 | M-Sport World Rally Team | Ford Fiesta RS WRC | 4 | 3 | 3 | 5 | 7 | Rit | 8 | 6 | 6 | 9 | 5 | 8 | 6 |  |  |  | 102   | 7º   |

| 2017 | Scuderia                 | Vettura         |  |    |  |  |   |   |   |   |    |  |   |    |  |  |  |  | Punti | Pos. |
| ---- | ------------------------ | --------------- |  | -- |  |  | - | - | - | - | -- |  | - | -- |  |  |  |  | ----- | ---- |
| 2017 | M-Sport World Rally Team | Ford Fiesta WRC |  | 15 |  |  | 9 | 8 | 7 | 7 | 10 |  | 5 | 38 |  |  |  |  | 29    | 15º  |

| 2018 | Scuderia                                 | Vettura        |  |   |  |  |  |   |   |   |     |    |   |  |   |  |  |  | Punti | Pos. |
| ---- | ---------------------------------------- | -------------- |  | - |  |  |  | - | - | - | --- | -- | - |  | - |  |  |  | ----- | ---- |
| 2018 | Citroën Total Abu Dhabi World Rally Team | Citroën C3 WRC |  | 6 |  |  |  | 6 | 5 | 2 | Rit | 23 | 8 |  | 3 |  |  |  | 70    | 10º  |

| 2019 | Scuderia      | Vettura       |  |    |  |  |   |   |    |    |  |    |  |    |   |  |  |  | Punti | Pos. |
| ---- | ------------- | ------------- |  | -- |  |  | - | - | -- | -- |  | -- |  | -- | - |  |  |  | ----- | ---- |
| 2019 | Citroën Total | Citroën C3 R5 |  | 11 |  |  | 9 | 9 | 24 | 18 |  | 17 |  | 45 | 9 |  |  |  | 6     | 18º  |

| 2020 | Scuderia | Vettura       |    |    |  |    |  |    |   |  |  |  |  |  |  |  |  |  | Punti | Pos. |
| ---- | -------- | ------------- | -- | -- |  | -- |  | -- | - |  |  |  |  |  |  |  |  |  | ----- | ---- |
| 2020 | PH Sport | Citroën C3 R5 | 10 | 12 |  | 10 |  | 14 | 9 |  |  |  |  |  |  |  |  |  | 4     | 21º  |

| 2021 | Scuderia             | Vettura           |  |  |   |   |   |  |    |  |    |   |    |  |  |  |  |  | Punti | Pos. |
| ---- | -------------------- | ----------------- |  |  | - | - | - |  | -- |  | -- | - | -- |  |  |  |  |  | ----- | ---- |
| 2021 | TRT World Rally Team | Citroën C3 Rally2 |  |  | 9 | 9 | 6 |  | 10 |  | 31 | 9 | 15 |  |  |  |  |  | 15    | 14º  |

| Legenda | 1º posto | 2º posto | 3º posto | A punti | Senza punti | Ritirato | Squalificato | NP=Non partito C=Gara cancellata | Apice=Power stage |

### WRC-2
| 2020 | Scuderia | Vettura       |   |   |  |   |  |   |   |  |  |  |  |  |  |  |  |  | Punti | Pos. |
| ---- | -------- | ------------- | - | - |  | - |  | - | - |  |  |  |  |  |  |  |  |  | ----- | ---- |
| 2020 | PH Sport | Citroën C3 R5 | 1 | 1 |  | 1 |  | 4 | 1 |  |  |  |  |  |  |  |  |  | 112   | 1º   |

| 2021 | Scuderia             | Vettura           |  |  |   |   |   |  |   |  |   |   |   |  |  |  |  |  | Punti | Pos. |
| ---- | -------------------- | ----------------- |  |  | - | - | - |  | - |  | - | - | - |  |  |  |  |  | ----- | ---- |
| 2021 | TRT World Rally Team | Citroën C3 Rally2 |  |  | 1 | 3 | 2 |  | 2 |  | 8 | 2 | 4 |  |  |  |  |  | 126   | 2º   |

| Legenda | 1º posto | 2º posto | 3º posto | A punti | Senza punti | Ritirato | Squalificato | NP=Non partito C=Gara cancellata | Apice=Power stage |

### WRC-2 Pro
| 2019 | Scuderia      | Vettura       |  |   |  |  |   |   |   |   |  |   |  |   |   |  |  |  | Punti | Pos. |
| ---- | ------------- | ------------- |  | - |  |  | - | - | - | - |  | - |  | - | - |  |  |  | ----- | ---- |
| 2019 | Citroën Total | Citroën C3 R5 |  | 1 |  |  | 1 | 2 | 3 | 3 |  | 4 |  | 5 | 1 |  |  |  | 145   | 2º   |

| Legenda | 1º posto | 2º posto | 3º posto | A punti | Senza punti | Ritirato | Squalificato | NP=Non partito C=Gara cancellata | Apice=Power stage |

### Campionato europeo rally
| Anno | Scuderia                                               | Vettura           | 1       | 2      | 3      | 4      | 5       | 6      | 7       | 8     | 9   | 10  | Pos. | Punti |
| ---- | ------------------------------------------------------ | ----------------- | ------- | ------ | ------ | ------ | ------- | ------ | ------- | ----- | --- | --- | ---- | ----- |
| 2016 | RMC Motorsport                                         | Ford Fiesta R5    | SPA Rit | IRL    | ACR    | POR    | BEL     | EST    | POL     | CEC   | LET | CIP | NC   | 0     |
| 2017 | Adapta Motorsport                                      | Ford Fiesta R5    | POR     | SPA    | GRE    | CIP    | POL Rit | CEC    | ITA     | LET   |     |     | NC   | 0     |
| 2021 | Citroën Rally Team Hungary                             | Citroën C3 Rally2 | POL     | LIE    | ROM    | BAR    | AZZ     | SER    | UNG 1   | ISO   |     |     | 15°  | 37    |
| 2023 | MRF Tyres Dealer Team Bilteknik TRT Citroën Rally Team | Citroën C3 Rally2 | SER 2   | ISO 16 | POL 4  | LIE 3  | SCA 8   | ROM    | BAR Rit | UNG 1 |     |     | 3°   | 115   |
| 2024 | TRT Rally Team                                         | Citroën C3 Rally2 | UNG Rit | ISO 8  | SCA 53 | EST 43 | ROM Rit | BAR WD | CER     | SIL   |     |     | 7°   | 53    |
| 2025 | TRT Rally Team                                         | Citroën C3 Rally2 | SIE 8   | UNG 24 | SCA 8  | POL 5  | ROM     | BAR    | CER     | CRO   |     |     |      | 65    |